# Hawker Fury
O Hawker Fury foi um avião monomotor de trem fixo, fabricado pela Hawker-Siddeley, e utilizado pela Força Aérea Real durante os anos 30.
Foi um dos aviões de combate mais rápidos da década de 1930. Em 1936 uma nova versão, o Hawker Fury Mk II revolucionou a aviação de caça, por ter maior velocidade (mais 350 km/h) e por ter uma razão de subida apreciável.
Manteve-se como o melhor caça até 1939, quando foi substituído pelo famoso Hawker Hurricane.

## Emprego na Força Aérea Portuguesa
Foram adquiridos três aviões que entraram ao serviço em junho de 1934, tendo como utilizador a então Aeronáutica Militar (Arma do Exército Português, até 1952). Foram servir no Grupo Independente de Aviação de Protecção de Combate, que estava sediado em Tancos. Foram abatidos ao efectivo em 1943.